# I Królewsko-Bawarski Korpus Armijny

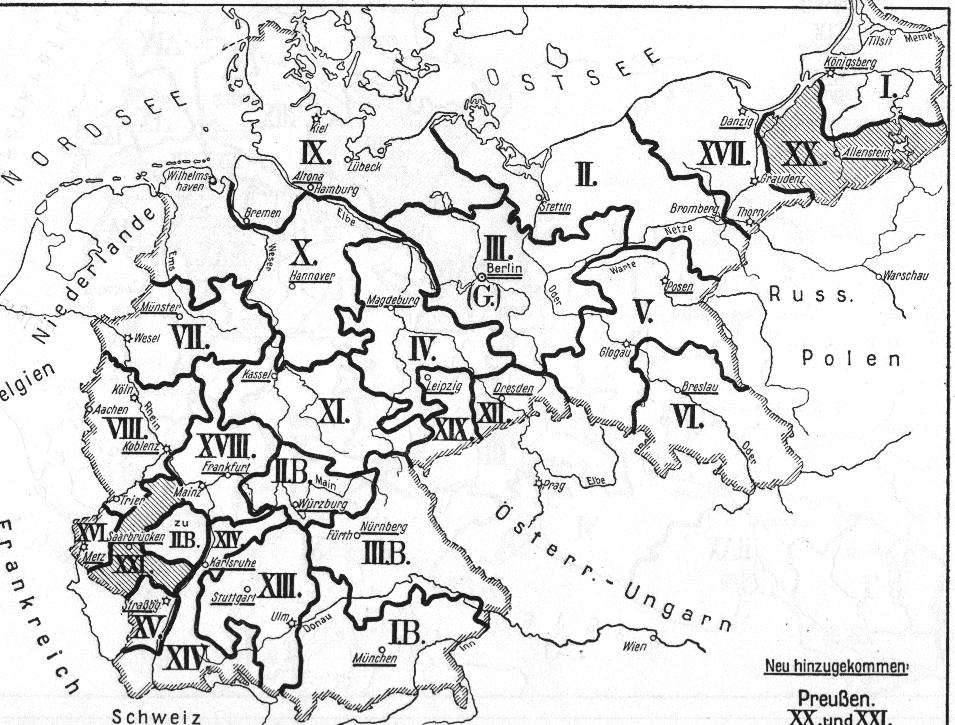
Zasięg korpusów w 1914

I Królewsko-Bawarski Korpus Armijny  (niem. I. Königlich Bayerisches Armee-Korps)  – wyższy związek taktyczny Armii Cesarstwa Niemieckiego. 
W sierpniu 1914 rozwinięto w Niemczech do etatów wojennych związki operacyjne (armie). 
W skład 6 Armii wszedł między innymi I Bawarski Korpus Armijny.  Barwą I BKA był kolor biały.
W I wojnie światowej korpus walczył na froncie zachodnim.

## Struktura organizacyjna
Skład od 2 VIII 1914 do 20 IX 1915:
- dowództwo korpusu
- 1 Bawarska Dywizja Piechoty
- 2 Bawarska Dywizja Piechoty

## Dowódcy korpusu
| Stopień           | Imię i nazwisko                   | Okres (od)  |
| ----------------- | --------------------------------- | ----------- |
| generał piechoty  | Ludwig von der Tann-Rathsamhausen | 8 I 1869    |
| generał piechoty  | Karl Freiherr von Horn            | 16 VI 1881  |
| generał lejtnant  | Leopold Bawarski                  | 3 III 1887  |
| generał pułkownik | Arnulf Bawarski                   | 29 X 1890   |
| generał piechoty  | Ruppert Maria Wittelsbach         | 19 IV 1906  |
| generał piechoty  | Oskar von Xylander                | 22 III 1913 |
| generał lejtnant  | Nikolaus von Endres               | 19 VI 1918  |
| generał artylerii | Maximilian von Höhn               | 25 IV1919   |